# Sailly-lez-Lannoy
Sailly-lez-Lannoy är en kommun i departementet Nord i regionen Hauts-de-France i norra Frankrike. Kommunen ligger i kantonen Lannoy som tillhör arrondissementet Lille. År 2022 hade Sailly-lez-Lannoy 1 936 invånare.

## Befolkningsutveckling
Antalet invånare i kommunen Sailly-lez-Lannoy
| Referens: INSEE |